# Arūnas Poniškaitis
Arūnas Poniškaitis (* 1. August 1966 Rajon Šakiai, Litauische SSR) ist katholischer Weihbischof im Erzbistum Vilnius.

## Leben
Nach dem Abitur 1984 an der 2. Mittelschule Vilkaviškis (jetzt „Aušros“-Gymnasium) leistete er den Sowjetarmeedienst und absolvierte von 1987 bis 1992 das Studium am Priesterseminar Kaunas und empfing am 31. Mai 1992 die Priesterweihe von Juozas Žemaitis MIC. Danach war er Vikar in Alytus. 1997 absolvierte er das Lizenziat und promovierte 2001 in Theologie. Von 2001 bis 2009 lehrte er Fundamentaltheologie an der Vytautas-Magnus-Universität Kaunas, er gab Kurse am Priesterseminar Vilkaviškis und am Kollegium Marijampolė.
Papst Benedikt XVI. ernannte ihn am 5. Februar 2010 zum Titularbischof von Sinna und bestellte ihn zum Weihbischof in Vilnius. Die Bischofsweihe empfing er am 4. März desselben Jahres durch Audrys Juozas Kardinal Bačkis, den Erzbischof von Vilnius. Mitkonsekratoren waren Sigitas Tamkevičius, Erzbischof von Kaunas, und Rimantas Norvila, Bischof von Vilkaviškis.